# Боразан
Боразан — твёрдое при нормальных условиях вещество, неорганический аналог этана с формулой BNH6 (BH3-NH3). Систематическое наименование — боран аммиака. Молярная масса — 30,866 г/моль. Плотность — 0,78 г/см3. В теории может найти применение в качестве топлива, так как содержит 19,6 % водорода по массе (предполагается, что боразан может быть использован в качестве источника получения чистого водорода на автомобилях будущего). При термическом разложении боразана образуется боразол и водород, причем из каждой молекулы первого образуется 2 молекулы водорода:
{\displaystyle {\ce {3BNH6 = B3N3H6 + 6H2}}}